# Dactylopusia crassipes
Dactylopusia crassipes är en kräftdjursart som först beskrevs av Lang 1965.  Dactylopusia crassipes ingår i släktet Dactylopusia och familjen Thalestridae. Inga underarter finns listade i Catalogue of Life.